# Henrique da Veiga
Henrique da Veiga, faleceu cerca de 1565. Foi Fidalgo Cavaleiro da Casa Real, e de cota de armas, cujo brasão ainda hoje se pode observar na fachada do Paço de Molelos, entre janelas,  junto à cornija. 1º Administrador do Morgado de Molelos, ao qual anexou bens. Em 12-08-1523, recebeu de D. Manuel I uma provisão de 49.952 réis por parte de seu casamento.
Fez testamento de mão comum com sua mulher, escrito por António Henriques, fidalgo da Casa Real, sobrinho dos testadores, lavrado em Aveiro a 18-07-1561 e aberto em Molelos a 13-03-1565.
Casou, antes de 1523, com Beatriz Henriques, filha de Diogo Henriques e de Catarina Correia e neta de Henrique Dias Flamengo, irmã de Manuel Henriques Correia, que foi testemunha do seu testamento, e de Violante Henriques a quem deixa uns vestidos. É mencionada no codicilo de sua sogra que lhe deixa uma mantilha com a obrigação de ela a obradar todos os Domingos durante um ano, depois de sua morte. Morreu a 12 ou 13 de Março de 1565 em Molelos, sobrevivendo-lhe o marido.
Tiveram sete filhos.